# Заворуєва
Завору́єва (рос. Заворуева) — присілок у складі Юргінського району Тюменської області, Росія.
Населення — 54 особи (2010, 45 у 2002).
Національний склад станом на 2002 рік:
- росіяни — 91 %